# Abederramão ibne Maomé ibne Alaxate
Abederramão, Abderramão, Abderramane ou Abederramane ibne Maomé ibne Alaxate (em árabe: عبد الرحمن بن محمد بن الأشعث; romaniz.: ʿAbd al-Raḥmān ibn Muḥammad ibn ax-Axʿath), comumente conhecido como ibne Alaxate em homenagem a seu avô Maomé ibne Alaxate. Foi um distinto nobre e general árabe durante o Califado Omíada, mais notável por liderar uma rebelião fracassada contra o vice-rei omíada do leste, Alhajaje ibne Iúçufe, em 700-703.
Descendente de uma família distinta da nobreza tribal quindita, desempenhou um papel menor na Segunda Fitna (680–692) e depois serviu como governador de Rei. Alhajaje foi nomeado governador do Iraque depois de matar Abedalá ibne Zobair, o neto do califa Abacar (r. 632–634), e restaurar o governo omíada em Meca. Após a nomeação de Alhajaje como governador do Iraque e das províncias orientais do califado em 694, as relações entre o altivo e autoritário Alhajaje e a nobreza iraquiana rapidamente se tornaram tensas. No entanto, em 699 ou 700, Alhajaje nomeou ibne Alaxate comandante de um enorme exército iraquiano, o chamado "Exército Pavão", para subjugar o problemático Principado do Zabulistão, cujo governante, Zumbil, resistiu vigorosamente a expansão árabe. Durante a campanha, o comportamento autoritário de Alhajaje fez com que ibne Alaxate e o exército se rebelassem. Depois de conseguir um acordo com o Zumbil, o exército começou sua marcha de volta ao Iraque. No caminho, um motim contra Alhajaje se transformou em uma rebelião antiomíada completa.
Alhajaje inicialmente recuou diante do número superior dos rebeldes, mas rapidamente os derrotou e expulsou de Baçorá. Mesmo assim, os rebeldes capturaram Cufa, onde os apoiadores começaram a se aglomerar. A revolta ganhou amplo apoio entre aqueles que estavam descontentes com o regime omíada, especialmente os estudiosos religiosos conhecidos como curra ("leitores do Alcorão"). O califa Abedal Maleque ibne Maruane (r. 	685–705) tentou negociar os termos, incluindo a demissão de Alhajaje, mas a linha dura entre a liderança rebelde pressionou ibne Alaxate a rejeitar os termos do califa. Na batalha subsequente de Dair Aljamajim, o exército rebelde foi derrotado de forma decisiva pelas tropas sírias de Alhajaje. Alhajaje perseguiu os sobreviventes, que sob o comando de ibne Alhajaje fugiram para o leste. A maioria dos rebeldes foi capturada pelo governador do Coração, enquanto o próprio ibne Alaxate fugiu para o Zabulistão. Seu destino não é claro, já que alguns relatos afirmam que, após longa pressão de Alhajaje para rendê-lo, Zumbil o executou, enquanto a maioria das fontes afirma que cometeu suicídio para evitar ser entregue a seus inimigos. A supressão da revolta assinalou o fim do poder da nobreza tribal do Iraque, que passou a ficar sob o controle direto das leais tropas sírias do regime omíada. Revoltas posteriores, sob Iázide ibne Almoalabe e Zaíde ibne Ali, também falharam, e foi somente com o sucesso da Revolução Abássida que o domínio sírio no Iraque foi quebrado.

## Vida

### Origem e família
Abederramão era um descendente de uma família nobre dos quinditas no Hadramaute. Seu avô, Madicaribe, mais conhecido por seu apelido "Alaxate" ("o de cabelo desgrenhado"), foi um importante chefe que se submeteu a Maomé, mas se rebelou durante as Guerras Rida. Derrotado, foi perdoado e se casou com a irmã do califa Abacar (r. 632–634) e participou nas batalhas cruciais das primeiras conquistas muçulmanas, como Jarmuque e Cadésia, bem como na Batalha de Sifim, onde foi fundamental para forçar Ali a abandonar sua vantagem militar e se submeter à arbitragem, e mais tarde liderou o bairro quindita em Cufa, onde morreu em 661.
O pai de Abederramão, Maomé, era muito menos distinto, cumprindo um mandato malsucedido como governador omíada do Tabaristão e se envolvendo na Segunda Fitna como apoiador do rebelde antiomíada Abedalá ibne Zobair, sendo morto em 686/7 na campanha que derrubou Muquetar Atacafi. Como seu pai em Sifim, é denegrido por fontes pró-álidas por seu papel ambíguo na Batalha de Carbala em 680, sendo considerado responsável pelas prisões de Muslim ibne Aquil e Hani ibne Urua.
Sua mãe, Um Amer, era filha de Saíde ibne Cais Alhandami, e teve quatro irmãos (Ixaque, Cácime, Sabá e Ismail), dos quais os três primeiros também lutaram nas campanhas no Tabaristão.

### Começo da carreira
Segundo o historiador Atabari, o jovem Abederramão acompanhava seu pai e participou de suas atividades políticas: em 680, revelou às autoridades o esconderijo do muçulmano ibne Aquil. Em 686-687, lutou na campanha de Muçabe ibne Zobair contra Muquetar, na qual seu pai foi morto. Depois que Muquetar foi derrotado e capturado, junto com o outro cufano axerafe (a nobreza tribal árabe) que serviu sob Muçabe, Abederramão incitou a execução de Muquetar e seus seguidores. Isso não foi apenas para vingar a perda de seus próprios parentes durante a campanha, mas também por causa da hostilidade profundamente enraizada dos axerafes aos convertidos não árabes ao Islã (os mauali), que formavam a maior parte dos apoiadores de Muquetar. Como resultado, tanto Muquetar quanto cerca de 6 000 de seus homens foram executados.
Abederramão desaparece do registro durante os próximos anos, mas depois que Muçabe foi derrotado e morto pelo califa omíada Abedal Maleque ibne Maruane na Batalha de Masquim em outubro de 691, ele, como outros seguidores de Muçabe, aparentemente foram para os omíadas. No início de 692, participou duma campanha contra os carijitas em Avaz, à frente de 5 000 soldados cufanos. Depois que os carijitas foram derrotados, passou a assumir o governo de Rei.

### Expedição contra Xabibe Axaibani
Em 694, Abedal Maleque nomeou o confiável e capaz Alhajaje ibne Iúçufe como o novo governador do Iraque, um posto crucial devido à inquietação da região em relação ao governo omíada. Em 697, seu mandato foi expandido para cobrir a totalidade do califado oriental, incluindo o Coração e Sistão. No final de 695, Alhajaje confiou a Abederramão 6 000 cavaleiros e a campanha contra os rebeldes carijitas sob Xabibe ibne Iázide Axaibani. Embora os carijitas fossem apenas algumas centenas, se beneficiaram da habilidade tática de Xabibe e derrotaram todos os comandantes omíadas enviados contra eles até então. Aconselhado pelo general Jazel Otomão ibne Saíbe Alquindi, que havia sido derrotado por Xabibe anteriormente, Abederramão perseguiu os carijitas, mas mostrou grande cautela para evitar cair em uma armadilha. Notavelmente, a cada noite cavava uma trincheira ao redor de seu acampamento, frustrando os planos de Xabibe de lançar um ataque noturno surpresa. Incapaz de pegar Abederramão desprevenido, Xabibe resolveu enfraquecer seus perseguidores, recuando diante deles para um terreno árido e inóspito, esperando que o alcançassem e recuando novamente.
Como resultado, o governador de Almadaim, Otomão ibe Catã, escreveu a Alhajaje criticando a liderança de Abederramão como tímida e ineficaz. Alhajaje respondeu dando o comando a Otomão, mas quando este atacou Xabibe em 20 de março de 696, o exércitoomíada sofreu uma pesada derrota, perdendo cerca de 900 homens e fugindo para Cufa. O próprio Otomão foi morto, enquanto Abederramão, que perdeu seu cavalo, conseguiu escapar com a ajuda de um amigo e chegou a Cufa após uma jornada agitada. Temendo represálias pela derrota para Alhajaje, permaneceu escondido até que o governador do Iraque lhe concedeu o perdão.

### Rivalidade contra Alhajaje
Apesar deste contratempo, as relações entre Abederramão e Alhajaje foram inicialmente amigáveis, e o filho de Alhajaje casou-se com uma das irmãs de Abederramão. Aos poucos, no entanto, os dois homens se afastaram. As fontes atribuem isso ao orgulho arrogante de Abederramão como um dos principais do axerafes, e suas aspirações à liderança: Almaçudi registra que adotou o título de Nácer Almuminim ("Ajudante dos Fiéis"), um desafio implícito aos omíadas, que foram considerados falsos crentes. Além disso, alegou ser o Catani, uma figura messiânica na tradição tribal árabe meridional ("iemenita") que deveria elevá-los à dominação.
As pretensões de Abederramão irritaram Alhajaje, cujas observações hostis - como "Veja como anda! Como eu gostaria de cortar sua cabeça!" - foram transmitidas a Abederramão e serviram para aprofundar sua hostilidade ao ódio mútuo absoluto. De acordo com Laura Veccia Vaglieri, no entanto, esses relatos são mais indicativos da tendência das fontes árabes de "explicar eventos históricos por incidentes relacionados a pessoas", do que a relação real entre os dois homens, especialmente considerando o fato de Abederramão serviu fielmente a Alhajaje em vários cargos, culminando em sua nomeação para liderar o "Exército Pavão". No entanto, é claro que Alhajaje rapidamente se tornou impopular entre os iraquianos em geral por meio de uma série de medidas que, de acordo com Hugh N. Kennedy, "[parecem] quase ter incitado os iraquianos à rebelião", como a introdução de tropas sírias - o esteio da dinastia omíada - no Iraque, o uso de tropas iraquianas nas árduas e ingratas campanhas contra os carijitas e a redução do pagamento das tropas iraquianas a um nível inferior ao das tropas sírias.

### Revolta

#### Campanha no Sistão
Em 698/9, o governador omíada do Sistão, Ubaide Alá ibne Abi Bacra, sofreu uma severa derrota pelo governante semi-independente do Zabulistão, conhecido como Zumbil. O Zumbil atraiu os árabes para dentro de seu país e os isolou, de modo que conseguiram se libertar apenas com grande dificuldade e depois de sofrer muitas perdas, principalmente entre o contingente cufano. Em resposta, Alhajaje enviou um exército iraquiano para o leste contra Zumbil. Seja devido ao esplendor de seu equipamento ou como uma alusão à "maneira orgulhosa e altiva dos soldados cufanos e axerafes que o compunham" (G. R. Hawting), este exército ficou conhecido na história como o "Exército Pavão". Dois generais diferentes foram nomeados em sucessão para comandá-lo, antes que Alhajaje nomeasse Abederramão. Em vista de suas más relações, relatam as fontes, a nomeação foi uma surpresa para muitos; um tio de Abederramão até mesmo abordou Alhajaje e sugeriu que seu sobrinho poderia se revoltar, mas Alhajaje não rescindiu sua nomeação. Atabari sugere que confiou no medo que inspirou para manter Abederramão sob controle. Os estudos modernos, por outro lado, sustentam que o retrato da grande animosidade pessoal entre os dois homens provavelmente seria exagerado.

"Não obedeceremos ao inimigo de Deus, que como um Faraó nos força às campanhas mais distantes e nos mantém aqui para que nunca possamos ver nossas esposas e filhos; o ganho é sempre dele; se sairmos vitoriosos, a terra conquistada é dele; se perecermos, se livrará de nós."

Resposta dos soldados a Abederramão sobre as ordens de Alhajaje.
Não está claro se o próprio Abederramão se juntou ao exército desde o início ou se, de acordo com uma tradição alternativa, foi originalmente enviado a Carmânia para punir um líder local que se recusou a ajudar os governadores do Sistão e Macrão. Depois de assumir a liderança do exército, conduziu-o ao Sistão, onde uniu as tropas locais com o "Exército Pavão". Rejeitou uma oferta de paz do Zumbil e - em contraste marcante com o ataque direto de seu predecessor - começou uma campanha sistemática para primeiro proteger as terras baixas que cercam o coração montanhoso do reino de Zumbil: lenta e metodicamente, capturou as aldeias e fortalezas, uma por uma, instalando guarnições neles e ligando-os a mensageiros. Depois de cumprir essa tarefa, retirou-se para Boste para passar o inverno de 699/700.

#### Eclosão da revolta
Assim que Alhajaje recebeu as mensagens de Abederramão informando-o da interrupção das operações, respondeu no que Veccia Vaglieri descreveu como "uma série de mensagens arrogantes e ofensivas ordenando-lhe que penetrasse no coração do Zabulistão e ali combatesse os inimigo até a morte". Abederramão convocou uma assembleia da liderança do exército, na qual os informou sobre as ordens para um avanço imediato e sua decisão de se recusar a obedecer. Então foi até as tropas reunidas e repetiu as instruções de Alhajaje, conclamando-os a decidir o que deveria ser feito. As tropas claramente se ressentiram "da perspectiva de uma campanha longa e difícil tão longe do Iraque" (Hawting), denunciou Alhajaje, proclamando-o deposto, e jurando lealdade a Alhajaje em vez disso. Os irmãos de Abederramão, no entanto, assim como o governador do Coração, Moalabe ibne Abi Sufra, recusaram-se a se juntar à rebelião.
Abederramão concluiu apressadamente um acordo com o Zumbil, pelo qual se fosse vitorioso no conflito que se aproximava, daria ao Zumbil um tratamento generoso, enquanto se fosse derrotado, o Zumbil forneceria refúgio. Com a retaguarda segura, Abederramão deixou representantes em Boste e Zaranje, e seu exército partiu na viagem de retorno ao Iraque, recolhendo mais soldados de Cufa e Baçorá, que estavam posicionados como guarnições, ao longo do caminho. Quando o exército chegou a Pérsis, ficou claro que a deposição de Alhajaje não poderia ser feita sem a deposição do califa Abedal Maleque também, e a revolta evoluiu de um motim para uma revolta antiomíada completa, com o tropas renovando seu juramento de lealdade (baia) a Abederramão.

#### Motivos e forças motrizes da revolta
As razões para a rebelião têm sido fonte de muitas discussões e teorias entre os estudiosos modernos. Afastando-se da relação pessoal entre Alhajaje e Abederramão, Alfred von Kremer sugeriu que a rebelião estava ligada aos esforços dos maualis para garantir direitos iguais aos dos muçulmanos árabes. Julius Wellhausen rejeitou essa visão como a principal fonte da revolta, vendo-a, em vez disso, como uma reação dos iraquianos em geral e dos axerafes em particular contra o regime dominado pela Síria dos omíadas, representado pelo autoritário (e notavelmente de origem humilde) Alhajaje.
Outros estudiosos viram nele uma manifestação do intenso faccionalismo tribal entre os grupos tribais árabes do norte e do sul ("iemenitas") prevalentes na época. Assim, um poema de um certo Axa Hamedã em celebração à rebelião mostra não só uma motivação religiosa, mas também tribal das tropas rebeldes: Alhajaje é denunciado como apóstata e "amigo do diabo", enquanto Abederramão é retratado como o campeão das tribos iemenitas catanitas e hamedanitas contra os árabes do norte maaditas e taquifitas. Por outro lado, como Hawting aponta, esta é uma evidência insuficiente para atribuir motivações puramente tribais à revolta: se o movimento de Abederramão foi de fato liderado em grande parte por iemenitas, isso simplesmente reflete o fato de que foram o elemento dominante em Cufa, e enquanto o próprio Alhajaje era do norte, seu comandante principal era do sul. Além disso, Hawting aponta que a análise de Wellhausen ignorou a dimensão religiosa evidente da revolta, especialmente a participação dos fanáticos militantes conhecidos como curra ("leitores do Alcorão"). Enquanto a "polêmica religiosa usada por ambos os lados [..] é estereotipada, inespecífica e pode ser encontrada em outros contextos", de acordo com Hawting, parece ter havido queixas religiosas específicas, notadamente a acusação de que os omíadas estavam negligenciando os rituais de oração. Parece que a revolta começou como um simples motim contra um governador autoritário que fazia exigências impossíveis às tropas, mas, pelo menos quando o exército chegou a Pérsis, um elemento religioso emergiu, representado pelos curras. Dada a estreita "interação de religião e política na sociedade muçulmana inicial" (Hawting), o elemento religioso rapidamente se tornou dominante, como pode ser visto pela diferença entre o baia jurado no início da revolta e aquele trocado entre o exército e Abederramão em Estacar em Pérsis. Enquanto no primeiro Abederramão declarou sua intenção de "depor Alhajaje, o inimigo de Deus", no último, exortou seus homens a "[defender] o Livro de Deus e a Suna de Seu Profeta , para depor os imames do erro, para lutar contra aqueles que consideram [o sangue da família do Profeta] como lícito".
Embora Abederramão tenha permanecido como o chefe do levante, Veccia Vaglieri sugere que a partir desse ponto "tem-se a impressão de que [...] o controle da revolta escapou de suas mãos", ou que, como comenta Wellhausen, "foi instado apesar de si mesmo e, mesmo que quisesse, não poderia ter banido os espíritos que convocou. Foi como se uma avalanche viesse precipitando-se, varrendo tudo o que estava diante dela". Esta interpretação é corroborada pela retórica e ações diferentes de Abederramão e seus seguidores, conforme relatado nas fontes: o primeiro estava pronto e disposto a se comprometer com os omíadas e continuou a lutar apenas porque não tinha alternativa, enquanto a grande massa de seus seguidores, motivados pelo descontentamento contra o regime omíada expresso em termos religiosos, eram muito mais intransigentes e dispostos a continuar a luta até a morte. O próprio Alhajaje parecia estar ciente da distinção: ao suprimir a revolta, perdoou os coraixitas, os sírios e muitos dos outros clãs árabes, mas executou dezenas de milhares entre os mauali e os jates dos pântanos da Mesopotâmia, que se aliaram aos rebeldes.

#### Luta pelo controle do Iraque
Informado da revolta, Alhajaje solicitou reforços ao califa, mas não foi capaz de impedir o avanço do exército rebelde, que, segundo consta, somava 33 000 de cavalaria e 120 000 de infantaria. Em 24 ou 25 de janeiro de 701, Abederramão oprimiu a guarda avançada de Alhajaje em Tustar. Com a notícia desta derrota, retirou-se para Baçorá e então, como não poderia segurar a cidade, deixou-a também para a vizinha Zauia. Abederramão entrou em Baçorá em 13 de fevereiro de 701. No mês seguinte, uma série de escaramuças foram travadas entre as forças de Abederramão e Alhajaje, nas quais o primeiro geralmente dominava. Finalmente, no início de março, os dois exércitos se encontraram para uma batalha campal. Abederramão inicialmente prevaleceu, mas no final os sírios de Alhajaje, sob o comando de Sufiane ibne Alabrade Alcalbi, conquistaram a vitória. Muitos rebeldes caíram, especialmente entre os curras, forçando Abederramão a se retirar para Cufa, levando consigo as tropas cufanas e a elite da cavalaria baçorana. Em Cufa, Abederramão encontrou a cidadela ocupada por Matar ibne Najia, um oficial de Almadaim, e foi forçado a tomá-la por ataque.
Seu tenente em Baçorá, Haximi Abederramão ibne Abas, tentou, mas não conseguiu segurar a cidade, pois a população abriu os portões em troca de perdão depois de alguns dias. Haximi também se retirou com tantos baçoranos quantos conseguiu até Cufa, onde as forças de Abederramão aumentaram ainda mais com a chegada de um grande número de voluntários antiomíadas. Depois de assumir o controle de Baçorá - e executar cerca de 11 000 de seu povo, apesar de sua promessa de perdão - Alhajaje marchou sobre Cufa em abril de 701. Seu exército foi assediado pela cavalaria de Abederramão, mas atingiu os arredores da cidade e montou acampamento em Dair Curra, na margem direita do Eufrates, a fim de garantir suas linhas de comunicação com a Síria. Em resposta, Abederramão deixou Cufa e com um exército de 200 000 homens e se aproximou do exército de Alhajaje e montou acampamento em Dair Aljamajim. Ambos os exércitos fortificaram seus acampamentos cavando trincheiras e, como antes, travaram escaramuças. Quaisquer que fossem os verdadeiros números da força de Abederramão, Alhajaje estava em uma posição difícil: embora os reforços da Síria estivessem constantemente chegando, seu exército era consideravelmente inferior ao número dos rebeldes, e sua posição era difícil de reabastecer com provisões.
Nesse ínterim, o progresso de Abederramão alarmou suficientemente a corte omíada que buscaram um acordo negociado, apesar do conselho contrário de Alhajaje. O califa Abedal Maleque enviou seu irmão Maomé e seu filho Abedalá como emissários, propondo a demissão de Alhajaje, a nomeação de Abederramão como governador de uma das cidades iraquianas e um aumento no salário dos iraquianos de modo em que receberiam a mesma quantia que os sírios. Abederramão estava inclinado a aceitar, mas os mais radicais de seus seguidores, especialmente os curras, recusaram, acreditando que os termos oferecidos revelavam a fraqueza do governo e pressionaram pela vitória total. Com o fracasso das negociações, os dois exércitos continuaram a escaramuçar - as fontes relatam que a escaramuça durou 100 dias com 48 combates. Isso durou até setembro, quando os dois exércitos se encontraram em batalha. Novamente Abederramão inicialmente teve a vantagem, mas os sírios prevaleceram no final: pouco antes do pôr do sol, os homens de Abederramão se separaram e se espalharam. Não conseguindo reunir suas tropas, com um punhado de seguidores fugiu para Cufa, onde se despediu de sua família. Como Hawting comenta, o contraste "entre a disciplina e organização dos omíadas e seu apoio em grande parte sírio e a falta dessas qualidades entre seus oponentes, apesar de, ou talvez por causa do sabor mais justo e religioso da oposição" é um padrão recorrente nas guerras civis do período.
Vitorioso, Alhajaje entrou em Cufa, onde condenou e executou muitos rebeldes, mas também perdoou aqueles que se submeteram após admitir que por meio da revolta se tornaram infiéis. Nesse ínterim, entretanto, um dos apoiadores de Abederramão, Ubaide Alá ibne Samurra, recapturou Baçorá, para onde Abederramão agora se dirigia; e outro, Maomé ibne Sade ibne Abi Uacas, havia capturado Almadaim. Alhajaje permaneceu por um mês em Cufa, antes de sair ao encontro de Abederramão. Os dois exércitos se encontraram em Masquim, no rio Dujail. Após duas semanas de escaramuça, Alhajaje deu o golpe final ao lançar um ataque simultâneo ao acampamento rebelde de dois lados: enquanto com a maior parte de seu exército atacava de um lado, uma parte de seu exército, guiada por um pastor, cruzou os pântanos e lançou-se no acampamento pela retaguarda. Pego de surpresa, o exército rebelde foi quase aniquilado, com muitos de seus soldados se afogando no rio em sua tentativa de fuga.

#### Fuga e morte
Após essa derrota renovada, Abederramão fugiu para o leste, em direção ao Sistão, com alguns sobreviventes. Alhajaje enviou tropas sob o comando de Umara ibne Atamim Aláquemi para interceptá-los. Umara os alcançou duas vezes, em Sus e Sabur, mas Abederramão e seus homens conseguiram lutar até a Carmânia e daí para o Sistão. Lá, foi impedido de entrar em Zaranje por seu próprio agente (amil), e foi então preso pelo amil de Boste. O Zumbil no entanto, fiel à sua palavra, veio a Boste e forçou a libertação de Abederramão, levando-o consigo para o Zabulistão e tratando-o com muita honra. Abederramão assumiu o comando de cerca de 60 000 simpatizantes que se reuniram nesse período. Com o apoio deles, capturou Zaranje, onde puniu o amil. Confrontado com a aproximação das tropas omíadas sob o comando de Umara, no entanto, a maioria dos seguidores de Abederramão o incentivaram a ir para o Coração, onde esperançosamente seriam capazes de recrutar mais seguidores e evitar os ataques omíadas até que Alhajaje ou o califa Abedal Maleque morreram e a situação política mudasse. Abederramão cedeu à pressão deles, mas depois que um grupo de 2 000 homens desertou, retornou ao Zabulistão com aqueles que o seguiriam lá. A maioria dos rebeldes permaneceu no Coração, escolhendo Abederramão ibne Abas como seu líder. Logo foram confrontados e derrotados pelo governador local, Iázide ibne Almoalabe. Iázide libertou aqueles que pertenciam às tribos iemenitas aparentadas com a sua, e enviou o resto para Alhajaje, que executou a maioria deles. Nesse ínterim, Umara efetuou rapidamente a rendição do Sistão, oferecendo termos brandos às guarnições se se rendessem sem luta.
Abederramão permaneceu seguro sob a proteção de Zumbil, mas Alhajaje, temendo que pudesse levantar outra revolta, enviou cartas ao Zumbil, misturando ameaças e promessas, para garantir sua rendição. Finalmente, em 704, o Zumbil cedeu, em troca do cessar do tributo anual por 7 ou 10 anos. Os relatos sobre o fim de Abederramão diferem: uma versão afirma que foi executado pelo próprio Zumbil, ou que morreu de doença, e que sua cabeça foi cortada e enviada para Alhajaje. O relato mais difundido, no entanto, afirma que foi confinado a um castelo remoto em Aracósia em antecipação à sua extradição para Alhajaje, e acorrentado ao seu guardião, mas que se jogou do topo do castelo (junto com o guardião) e morreu.

## Rescaldo
O fracasso da revolta de Abederramão levou ao aumento do controle dos omíadas sobre o Iraque. Alhajaje fundou uma guarnição permanente para as tropas sírias em Uacite, situada entre Baçorá e Cufa, e os iraquianos, independentemente de seu estatuto social, foram privados de qualquer poder real no governo da região. Isso foi acoplado a uma reforma do sistema de salários (ata) por Alhajaje: enquanto até então o salário era calculado com base no papel dos ancestrais de cada um nas primeiras conquistas muçulmanas, agora era limitado aos que participavam ativamente das campanhas. Como a maior parte do exército agora era composto de sírios, essa medida feriu gravemente os interesses dos iraquianos, que consideravam isso mais um ataque ímpio a instituições sagradas. Além disso, extensas recuperações de terras e trabalhos de irrigação foram realizados no Baixo Iraque (o Sauade), mas isso foi limitado principalmente ao redor de Uacite, e os lucros foram para os omíadas e seus clientes, não para a nobreza iraquiana. Como resultado, o poder político das outrora poderosas elites cufanas foi logo quebrado.
Foi só em 720 que os iraquianos se rebelaram mais uma vez, sob Iázide ibne Almoalabe, "o último dos antigos campeões iraquianos" (Hugh Kennedy), e mesmo assim, o apoio foi ambivalente e a revolta foi derrotada. Dois sobrinhos de Abederramão, Maomé e Otomão ibne Ixaque, apoiaram a rebelião, mas a maioria permaneceu quiescente e satisfeita com seu papel como dignitários locais. Alguns ocuparam cargos em Cufa durante os primeiros abássidas. Talvez o mais famoso dos últimos membros da família seja o filósofo Alquindi (c. 801–873). Outra revolta, a de Zaíde ibne Ali, estourou em 740. Também prometeu corrigir as injustiças (restauração do ata, distribuição da receita do Sauade, fim de campanhas distantes) e restaurar o governo "de acordo com o Alcorão e o Suna". Mais uma vez, os cufanos o abandonaram no momento crítico, e a revolta foi derrotada pelos omíadas. O descontentamento com o governo omíada continuou a ferver e, durante a Revolução Abássida, o Iraque se levantou em apoio à rebelião. Cufa derrubou o governo omíada e deu as boas-vindas ao exército abássida em outubro de 749, seguido imediatamente pela proclamação de Açafá como o primeiro califa abássida ali.